# Mexikó a 2000. évi nyári olimpiai játékokon
Mexikó az ausztráliai Sydneyben megrendezett 2000. évi nyári olimpiai játékok egyik részt vevő nemzete volt. Az országot az olimpián 19 sportágban 78 sportoló képviselte, akik összesen 6 érmet szereztek.

## Érmesek
| Érem  | Versenyző         | Sportág    | Versenyszám           |
| ----- | ----------------- | ---------- | --------------------- |
| Arany | Soraya Jiménez    | Súlyemelés | Női 58 kg             |
| Ezüst | Noé Hernández     | Atlétika   | Férfi 20 km gyaloglás |
| Ezüst | Fernando Platas   | Műugrás    | Férfi egyéni műugrás  |
| Bronz | Joel Sánchez      | Atlétika   | Férfi 50 km gyaloglás |
| Bronz | Cristian Bejarano | Ökölvívás  | Könnyűsúly            |
| Bronz | Víctor Estrada    | Taekwondo  | Férfi váltósúlyú      |

## Atlétika
Férfi
| Versenyző              | Versenyszám     | Előfutam | Előfutam | Előfutam | Negyeddöntő | Negyeddöntő | Negyeddöntő | Elődöntő | Elődöntő | Elődöntő | Döntő    | Döntő    |
| Versenyző              | Versenyszám     | Idő      | Hely.    | Össz.    | Idő         | Hely.       | Össz.       | Idő      | Hely.    | Össz.    | Idő      | Helyezés |
| ---------------------- | --------------- | -------- | -------- | -------- | ----------- | ----------- | ----------- | -------- | -------- | -------- | -------- | -------- |
| Alejandro Cárdeñas     | 400 m           | 46,14    | 3.       | 35.      | 45,66       | 6.          | 22.*        | kiesett  | kiesett  | kiesett  | kiesett  | kiesett  |
| Juan Pedro Toledo      | 400 m           | 46,82    | 5.       | 52.      | kiesett     | kiesett     | kiesett     | kiesett  | kiesett  | kiesett  | kiesett  | kiesett  |
| Pablo Olmedo           | 5000 m          | 13:40,34 | 12.      | 21.      |             |             |             |          |          |          | kiesett  | kiesett  |
| José David Galván      | 10 000 m        | 27:49,53 | 7.       | 7.       |             |             |             |          |          |          | 27:54,56 | 13.      |
| Armando Quintanilla    | 10 000 m        | 28:14,54 | 10.      | 24.      |             |             |             |          |          |          | kiesett  | kiesett  |
| Andrés Espinosa        | Maraton         |          |          |          |             |             |             |          |          |          | 2:18:02  | 27.      |
| Benjamín Paredes       | Maraton         |          |          |          |             |             |             |          |          |          | 2:27:17  | 64.      |
| José Salvador Miranda  | 3000 m akadály  |          |          |          |             |             |             | 8:35,79  | 9.       | 26.      | kiesett  | kiesett  |
| Noé Hernández          | 20 km gyaloglás |          |          |          |             |             |             |          |          |          | 1:19:03  |          |
| Daniel García          | 20 km gyaloglás |          |          |          |             |             |             |          |          |          | 1:22:05  | 12.      |
| Bernardo Segura        | 20 km gyaloglás |          |          |          |             |             |             |          |          |          | kizárták | kizárták |
| Joel Sánchez           | 50 km gyaloglás |          |          |          |             |             |             |          |          |          | 3:44:36  |          |
| Miguel Ángel Rodríguez | 50 km gyaloglás |          |          |          |             |             |             |          |          |          | 3:48:12  | 7.       |
| Germán Sánchez Cruz    | 50 km gyaloglás |          |          |          |             |             |             |          |          |          | kizárták | kizárták |

| Versenyző   | Versenyszám | Selejtező                | Selejtező                | Döntő    | Döntő    |
| Versenyző   | Versenyszám | Eredmény                 | Helyezés                 | Eredmény | Helyezés |
| ----------- | ----------- | ------------------------ | ------------------------ | -------- | -------- |
| Robin Pratt | Rúdugrás    | érvényes kísérlet nélkül | érvényes kísérlet nélkül | kiesett  | kiesett  |

Női
| Versenyző               | Versenyszám     | Előfutam | Előfutam | Előfutam | Negyeddöntő | Negyeddöntő | Negyeddöntő | Elődöntő | Elődöntő | Elődöntő | Döntő    | Döntő    |
| Versenyző               | Versenyszám     | Idő      | Hely.    | Össz.    | Idő         | Hely.       | Össz.       | Idő      | Hely.    | Össz.    | Idő      | Helyezés |
| ----------------------- | --------------- | -------- | -------- | -------- | ----------- | ----------- | ----------- | -------- | -------- | -------- | -------- | -------- |
| Ana Guevara             | 400 m           | 52,34    | 2.       | 22.*     | 51,19       | 2.          | 13.         | 50,11    | 2.       | 2.       | 49,96    | 5.       |
| Dulce María Rodríguez   | 5000 m          | 15:54,17 | 11.      | 36.      |             |             |             |          |          |          | kiesett  | kiesett  |
| Nora Rocha              | 5000 m          | 15:38,72 | 9.       | 24.      |             |             |             |          |          |          | kiesett  | kiesett  |
| Nora Rocha              | 10 000 m        | 34:37,84 | 18.      | 35.      |             |             |             |          |          |          | kiesett  | kiesett  |
| Adriana Fernández       | Maraton         |          |          |          |             |             |             |          |          |          | 2:30:51  | 16.      |
| María Guadalupe Sánchez | 20 km gyaloglás |          |          |          |             |             |             |          |          |          | 1:31:33  | 5.       |
| Mara Ibañez             | 20 km gyaloglás |          |          |          |             |             |             |          |          |          | 1:36:17  | 26.      |
| María Graciela Mendoza  | 20 km gyaloglás |          |          |          |             |             |             |          |          |          | kizárták | kizárták |

* - egy másik versenyzővel azonos eredményt ért el

## Cselgáncs
Női
| Versenyző       | Versenyszám | Selejtező                       | Nyolcaddöntő                    | Negyeddöntő       | Elődöntő          | Vigaszág első kör | Vigaszág negyeddöntő | Vigaszág elődöntő | Bronz- mérkőzés   | Döntő             | Helyezés    |
| Versenyző       | Versenyszám | Ellenfél Eredmény               | Ellenfél Eredmény               | Ellenfél Eredmény | Ellenfél Eredmény | Ellenfél Eredmény | Ellenfél Eredmény    | Ellenfél Eredmény | Ellenfél Eredmény | Ellenfél Eredmény | Helyezés    |
| --------------- | ----------- | ------------------------------- | ------------------------------- | ----------------- | ----------------- | ----------------- | -------------------- | ----------------- | ----------------- | ----------------- | ----------- |
| Adriana Angeles | Légsúly     | Maarit Kallio (FIN) · 1001-0010 | Vanesa Arenas (ESP) · 0020-0021 | kiesett           | kiesett           |                   |                      |                   |                   |                   | helyezetlen |

## Evezés
Férfi
| Versenyző                   | Versenyszám              | Előfutam | Előfutam | Vigaszág | Vigaszág | Elődöntő | Elődöntő | Elődöntő | Döntő | Döntő   | Döntő | Helyezés |
| Versenyző                   | Versenyszám              | Idő      | Hely.    | Idő      | Hely.    | Típus    | Idő      | Hely.    | Típus | Idő     | Hely. | Helyezés |
| --------------------------- | ------------------------ | -------- | -------- | -------- | -------- | -------- | -------- | -------- | ----- | ------- | ----- | -------- |
| Jesús Huerta                | Egypárevezős             | 7:29,64  | 5.       | 7:31,93  | 4.       | C/D      | 7:37,06  | 5.       | D     | 7:29,68 | 2.    | 19.      |
| Rómulo Bouzas Gerardo Gómez | Könnyűsúlyú kétpárevezős | 6:31,24  | 4.       | 6:38,07  | 2.       | A/B      | 6:33,62  | 5.       | B     | 6:31,70 | 4.    | 10.      |

Női
| Versenyző                         | Versenyszám              | Előfutam | Előfutam | Vigaszág | Vigaszág | Elődöntő | Elődöntő | Elődöntő | Döntő | Döntő   | Döntő | Helyezés |
| Versenyző                         | Versenyszám              | Idő      | Hely.    | Idő      | Hely.    | Típus    | Idő      | Hely.    | Típus | Idő     | Hely. | Helyezés |
| --------------------------------- | ------------------------ | -------- | -------- | -------- | -------- | -------- | -------- | -------- | ----- | ------- | ----- | -------- |
| Ana Sofía Soberanes María Montoya | Könnyűsúlyú kétpárevezős | 7:36,51  | 5.       | 7:33,58  | 5.       |          |          |          | C     | 7:25,00 | 4.    | 16.      |

## Íjászat
Férfi
| Versenyző             | Versenyszám | Selejtező | Selejtező | 64-es főtábla                     | 32-es főtábla     | Nyolcaddöntő      | Negyeddöntő       | Elődöntő          | Döntő             | Helyezés |
| Versenyző             | Versenyszám | Pont      | Kiemelt   | Ellenfél Eredmény                 | Ellenfél Eredmény | Ellenfél Eredmény | Ellenfél Eredmény | Ellenfél Eredmény | Ellenfél Eredmény | Helyezés |
| --------------------- | ----------- | --------- | --------- | --------------------------------- | ----------------- | ----------------- | ----------------- | ----------------- | ----------------- | -------- |
| Juan Carlos Manjarrez | Egyéni      | 625       | 33.       | Hasan Orbay (TUR) (32.) · 153-165 | kiesett           | kiesett           | kiesett           | kiesett           | kiesett           | 51.      |

Női
| Versenyző   | Versenyszám | Selejtező | Selejtező | 64-es főtábla                    | 32-es főtábla     | Nyolcaddöntő      | Negyeddöntő       | Elődöntő          | Döntő             | Helyezés |
| Versenyző   | Versenyszám | Pont      | Kiemelt   | Ellenfél Eredmény                | Ellenfél Eredmény | Ellenfél Eredmény | Ellenfél Eredmény | Ellenfél Eredmény | Ellenfél Eredmény | Helyezés |
| ----------- | ----------- | --------- | --------- | -------------------------------- | ----------------- | ----------------- | ----------------- | ----------------- | ----------------- | -------- |
| Erika Reyes | Egyéni      | 597       | 61.       | Jun Midzsin (KOR) (4.) · 157-168 | kiesett           | kiesett           | kiesett           | kiesett           | kiesett           | 36.      |

## Kajak-kenu

### Síkvízi
Férfi
| Versenyző                             | Versenyszám        | Előfutam | Előfutam | Előfutam | Elődöntő | Elődöntő | Elődöntő | Döntő    | Döntő    |
| Versenyző                             | Versenyszám        | Idő      | Hely.    | Össz.    | Idő      | Hely.    | Össz.    | Idő      | Helyezés |
| ------------------------------------- | ------------------ | -------- | -------- | -------- | -------- | -------- | -------- | -------- | -------- |
| José Ramón Ferrer José Antonio Romero | Kenu kettes 500 m  | 1:45,927 | 7.       | 11.      | 1:46,811 | 5.       | 5.       | kiesett  | kiesett  |
| José Ramón Ferrer José Antonio Romero | Kenu kettes 1000 m | 3:49,301 | 7.       | 12.      | 3:44,358 | 2.*      | 2.*      | 3:46,457 | 6.       |

* - egy másik párossal azonos eredményt ért el

## Kerékpározás

### Hegyi-kerékpározás
| Versenyző        | Versenyszám        | Idő                    | Helyezés |
| ---------------- | ------------------ | ---------------------- | -------- |
| Ziranda Madrigal | Férfi terepverseny | 2:19:33,56 (+10:31,06) | 24.      |

### Pálya-kerékpározás
Pontversenyek
| Név            | Versenyszám     | Pont | Körhátrány | Helyezés |
| -------------- | --------------- | ---- | ---------- | -------- |
| Belem Guerrero | Női pontverseny | 12   | 0          | 5.       |

## Lovaglás
Díjlovaglás
| Versenyző      | Ló      | Versenyszám | 1. kör | 1. kör | 2. kör  | 2. kör  | 3. kör  | 3. kör  | Végeredmény | Végeredmény |
| Versenyző      | Ló      | Versenyszám | Pont   | Hely.  | Pont    | Hely.   | Pont    | Hely.   | Pont        | Helyezés    |
| -------------- | ------- | ----------- | ------ | ------ | ------- | ------- | ------- | ------- | ----------- | ----------- |
| Antonio Rivera | Aczydos | Egyéni      | 61,64  | 44.    | kiesett | kiesett | kiesett | kiesett | kiesett     | kiesett     |

Díjugratás
| Versenyző                                   | Ló              | Versenyszám | Selejtező | Selejtező | Selejtező | Selejtező | Selejtező | Selejtező | Selejtező | Selejtező | Döntő   | Döntő   | Döntő   | Döntő   | Végeredmény | Végeredmény |
| Versenyző                                   | Ló              | Versenyszám | 1. kör    | 1. kör    | 2. kör    | 2. kör    | 2. kör    | 3. kör    | 3. kör    | 3. kör    | 1. kör  | 1. kör  | 2. kör  | 2. kör  | Végeredmény | Végeredmény |
| Versenyző                                   | Ló              | Versenyszám | Bünt.     | Hely.     | Bünt.     | Össz.     | Hely.     | Bünt.     | Össz.     | Hely.     | Bünt.   | Hely.   | Bünt.   | Hely.   | Bünt.       | Helyezés    |
| ------------------------------------------- | --------------- | ----------- | --------- | --------- | --------- | --------- | --------- | --------- | --------- | --------- | ------- | ------- | ------- | ------- | ----------- | ----------- |
| Santiago Lambre                             | Tlaloc          | Egyéni      | 14,00     | 43.       | 4,00      | 18,00     | 32.       | 8,00      | 26,00     | 30.       | 16,50   | 38.     | kiesett | kiesett | kiesett     | kiesett     |
| Alfonso Romo                                | Montemorelos    | Egyéni      | 9,25      | 30.       | 8,00      | 17,25     | 27.       | 12,00     | 29,25     | 34.       | 17,50   | 40.     | kiesett | kiesett | kiesett     | kiesett     |
| Antonio Maurer                              | Puertas Mortero | Egyéni      | 12,00     | 35.       | 16,00     | 28,00     | 51.       | 24,00     | 52,00     | 59.       | kiesett | kiesett | kiesett | kiesett | kiesett     | kiesett     |
| Santiago Lambre Alfonso Romo Antonio Maurer | lásd fentebb    | Csapat      |           |           |           |           |           |           |           |           | 28,00   | 12.     | kiesett | kiesett | kiesett     | kiesett     |

## Műugrás
Férfi
| Versenyző                     | Versenyszám        | Selejtező | Selejtező | Elődöntő | Elődöntő | Döntő   | Döntő    |
| Versenyző                     | Versenyszám        | Pont      | Helyezés  | Pont     | Helyezés | Pont    | Helyezés |
| ----------------------------- | ------------------ | --------- | --------- | -------- | -------- | ------- | -------- |
| Fernando Platas               | Egyéni műugrás     | 444,60    | 2.        | 678,96   | 3.       | 708,42  |          |
| Joel Rodríguez                | Egyéni műugrás     | 336,51    | 29.       | kiesett  | kiesett  | kiesett | kiesett  |
| Francisco Pérez               | Egyéni toronyugrás | 381,78    | 19.       | kiesett  | kiesett  | kiesett | kiesett  |
| Eduardo Rueda                 | Egyéni toronyugrás | 60,30     | 42.       | kiesett  | kiesett  | kiesett | kiesett  |
| Fernando Platas Eduardo Rueda | Szinkron műugrás   |           |           |          |          | 317,70  | 5.       |

Női
| Versenyző                      | Versenyszám          | Selejtező | Selejtező | Elődöntő | Elődöntő | Döntő   | Döntő    |
| Versenyző                      | Versenyszám          | Pont      | Helyezés  | Pont     | Helyezés | Pont    | Helyezés |
| ------------------------------ | -------------------- | --------- | --------- | -------- | -------- | ------- | -------- |
| Jashia Luna                    | Egyéni műugrás       | 268,44    | 15.       | 464,97   | 19.      | kiesett | kiesett  |
| Azul Almazán                   | Egyéni műugrás       | 272,85    | 12.       | 488,88   | 13.      | kiesett | kiesett  |
| Azul Almazán                   | Egyéni toronyugrás   | 229,29    | 33.       | kiesett  | kiesett  | kiesett | kiesett  |
| María José Alcalá              | Egyéni toronyugrás   | 235,53    | 30.       | kiesett  | kiesett  | kiesett | kiesett  |
| Jashia Luna María José Alcalá  | Szinkron műugrás     |           |           |          |          | 273,84  | 6.       |
| María José Alcalá Azul Almazán | Szinkron toronyugrás |           |           |          |          | 264,30  | 8.       |

## Ökölvívás
| Versenyző            | Versenyszám   | Selejtező                             | Nyolcaddöntő                        | Negyeddöntő                      | Elődöntő                      | Döntő             | Helyezés |
| Versenyző            | Versenyszám   | Ellenfél Eredmény                     | Ellenfél Eredmény                   | Ellenfél Eredmény                | Ellenfél Eredmény             | Ellenfél Eredmény | Helyezés |
| -------------------- | ------------- | ------------------------------------- | ----------------------------------- | -------------------------------- | ----------------------------- | ----------------- | -------- |
| Liborio Romero       | Papírsúly     | Mebarek Soltani (ALG) · 16-15         | Ivanas Stapovičius (LTU) · 11-24    | kiesett                          | kiesett                       | kiesett           | 9.       |
| Daniel Ponce de Leon | Légsúly       | Volodimir Szidorenko (UKR) · 8-16     | kiesett                             | kiesett                          | kiesett                       | kiesett           | 17.      |
| César Morales        | Harmatsúly    | Abdul Tebazalwa (UGA) · 13-8          | Crinu Raicu-Olteanu (ROU) · 8-24    | kiesett                          | kiesett                       | kiesett           | 9.       |
| Francisco Bojado     | Pehelysúly    | Yohanes Shiferaw Yohanes (ETH) · 19-4 | Kamil Dzsamalutgyinov (RUS) · 12-15 | kiesett                          | kiesett                       | kiesett           | 9.       |
| Cristian Bejarano    | Könnyűsúly    | Gilbert Khunwane (BOT) · 17-5         | George Lungu (ROU) · 14-11          | Almazbek Raimkulov (KGZ) · 14-12 | Andrij Kotelnik (UKR) · 14-22 | kiesett           |          |
| José Luis Zertuche   | Nagyváltósúly | Sidy Sandy (GUI) · TKO                | Marian Simion (ROU) · 1-17          | kiesett                          | kiesett                       | kiesett           | 9.       |

## Öttusa
| Versenyző          | Versenyszám | Lövészet | Lövészet | Lövészet | Vívás    | Vívás | Vívás  | Úszás   | Úszás | Úszás | Lovaglás      | Lovaglás      | Lovaglás | Lovaglás | Futás    | Futás | Futás | Összesen    | Összesen |
| Versenyző          | Versenyszám | Pontszám | Pont     | Hely.    | Eredmény | Pont  | Hely.  | Idő     | Pont  | Hely. | Idő           | Hibapont      | Pont     | Hely.    | Idő      | Pont  | Hely. | Összes pont | Helyezés |
| ------------------ | ----------- | -------- | -------- | -------- | -------- | ----- | ------ | ------- | ----- | ----- | ------------- | ------------- | -------- | -------- | -------- | ----- | ----- | ----------- | -------- |
| Samuel Félix       | Férfi       | 176      | 1048     | 13.**    | 11-13    | 800   | 13.*** | 2:16,31 | 1137  | 22.   | 1:04,38       | 90            | 1010     | 9.       | 9:17,66  | 1170  | 3.    | 5165        | 11.      |
| Horacio de la Vega | Férfi       | 179      | 1084     | 9.**     | 15-9     | 960   | 2.*    | 2:10,37 | 1197  | 15.   | nem ért célba | nem ért célba | 0        | –        | 10:50,91 | 798   | 24.   | 4039        | 22.      |

* - egy másik versenyzővel azonos eredményt ért el

** - két másik versenyzővel azonos eredményt ért el

*** - három másik versenyzővel azonos eredményt ért el

## Röplabda

### Strandröplabda

#### Férfi
| Versenyző                    | 1. forduló                                             | Reményág          | Reményág          | Nyolcaddöntő                                             | Negyeddöntő       | Elődöntő          | Döntő             | Helyezés |
| Versenyző                    | 1. forduló                                             | 1. forduló        | 2. forduló        | Nyolcaddöntő                                             | Negyeddöntő       | Elődöntő          | Döntő             | Helyezés |
| Versenyző                    | Ellenfél Eredmény                                      | Ellenfél Eredmény | Ellenfél Eredmény | Ellenfél Eredmény                                        | Ellenfél Eredmény | Ellenfél Eredmény | Ellenfél Eredmény | Helyezés |
| ---------------------------- | ------------------------------------------------------ | ----------------- | ----------------- | -------------------------------------------------------- | ----------------- | ----------------- | ----------------- | -------- |
| Joel Sotelo Ibarra Rodríguez | Ausztrália (AUS) · Julien Prosser · Leo Zahner · 15-12 |                   |                   | Egyesült Államok (USA) · Rob Heidger · Kevin Wong · 0-15 | kiesett           | kiesett           | kiesett           | 9.       |

#### Női
| Versenyző                           | 1. forduló                                                | Reményág                                 | Reményág          | Nyolcaddöntő      | Negyeddöntő       | Elődöntő          | Döntő             | Helyezés |
| Versenyző                           | 1. forduló                                                | 1. forduló                               | 2. forduló        | Nyolcaddöntő      | Negyeddöntő       | Elődöntő          | Döntő             | Helyezés |
| Versenyző                           | Ellenfél Eredmény                                         | Ellenfél Eredmény                        | Ellenfél Eredmény | Ellenfél Eredmény | Ellenfél Eredmény | Ellenfél Eredmény | Ellenfél Eredmény | Helyezés |
| ----------------------------------- | --------------------------------------------------------- | ---------------------------------------- | ----------------- | ----------------- | ----------------- | ----------------- | ----------------- | -------- |
| Hilda Gaxiola María Theresa Galindo | Ausztrália (AUS) · Natalie Cook · Kerri Pottharst · 11-15 | Kína (CHN) · Rong Chi · Zi Xiong · 14-16 | kiesett           | kiesett           | kiesett           | kiesett           | kiesett           | 19.      |

## Sportlövészet
Férfi
| Versenyző          | Versenyszám           | Selejtező | Selejtező | Döntő   | Döntő    |
| Versenyző          | Versenyszám           | Pont      | Helyezés  | Pont    | Helyezés |
| ------------------ | --------------------- | --------- | --------- | ------- | -------- |
| Roberto José Elías | Légpuska              | 583       | 38.*      | kiesett | kiesett  |
| Roberto José Elías | Sportpuska, fekvő     | 587       | 41.*      | kiesett | kiesett  |
| Roberto José Elías | Sportpuska, összetett | 1140      | 39.       | kiesett | kiesett  |

* - két másik versenyzővel azonos eredményt ért el

## Súlyemelés
Női
| Versenyző      | Versenyszám | Szakítás | Szakítás | Lökés    | Lökés    | Összesen | Helyezés |
| Versenyző      | Versenyszám | Eredmény | Helyezés | Eredmény | Helyezés | Összesen | Helyezés |
| -------------- | ----------- | -------- | -------- | -------- | -------- | -------- | -------- |
| Soraya Jiménez | 58 kg       | 95,0     | 2.       | 127,5    | 1.       | 222,5    |          |

## Szinkronúszás
| Versenyző                      | Versenyszám | Selejtező           | Selejtező           | Selejtező        | Selejtező        | Selejtező  | Selejtező  | Döntő               | Döntő               | Döntő            | Döntő            | Döntő      | Döntő      |
| Versenyző                      | Versenyszám | Technikai gyakorlat | Technikai gyakorlat | Szabad gyakorlat | Szabad gyakorlat | Összesítés | Összesítés | Technikai gyakorlat | Technikai gyakorlat | Szabad gyakorlat | Szabad gyakorlat | Összesítés | Összesítés |
| Versenyző                      | Versenyszám | Pont                | Hely.               | Pont             | Hely.            | Pont       | Hely.      | Pont                | Hely.               | Pont             | Hely.            | Pont       | Helyezés   |
| ------------------------------ | ----------- | ------------------- | ------------------- | ---------------- | ---------------- | ---------- | ---------- | ------------------- | ------------------- | ---------------- | ---------------- | ---------- | ---------- |
| Erika Leal Ramírez Lilián Leal | Páros       | 92,933              | 9.                  | 92,600           | 9.               | 92,717     | 9.         | 92,933              | 9.                  | 92,667           | 9.               | 92,761     | 9.         |

## Taekwondo
Férfi
| Versenyző      | Versenyszám | Selejtező                         | Negyeddöntő             | Elődöntő          | Vigaszág negyeddöntő    | Vigaszág elődöntő                     | Bronz- mérkőzés          | Döntő             | Helyezés |
| Versenyző      | Versenyszám | Ellenfél Eredmény                 | Ellenfél Eredmény       | Ellenfél Eredmény | Ellenfél Eredmény       | Ellenfél Eredmény                     | Ellenfél Eredmény        | Ellenfél Eredmény | Helyezés |
| -------------- | ----------- | --------------------------------- | ----------------------- | ----------------- | ----------------------- | ------------------------------------- | ------------------------ | ----------------- | -------- |
| Víctor Estrada | Váltósúly   | Madjid Aflaki Khamesh (IRI) · 4-3 | Ángel Matos (CUB) · 0-2 |                   | Félipe Soto (CHI) · 6-1 | N'Guessan Sebastien Konan (CIV) · 6-4 | Roman Livaja (SWE) · 2-1 |                   |          |

Női
| Versenyző       | Versenyszám | Selejtező                   | Negyeddöntő       | Elődöntő          | Vigaszág negyeddöntő               | Vigaszág elődöntő               | Bronz- mérkőzés   | Döntő             | Helyezés |
| Versenyző       | Versenyszám | Ellenfél Eredmény           | Ellenfél Eredmény | Ellenfél Eredmény | Ellenfél Eredmény                  | Ellenfél Eredmény               | Ellenfél Eredmény | Ellenfél Eredmény | Helyezés |
| --------------- | ----------- | --------------------------- | ----------------- | ----------------- | ---------------------------------- | ------------------------------- | ----------------- | ----------------- | -------- |
| Águeda Pérez    | Légsúly     | Urbia Meléndez (CUB) · 1-4  |                   |                   | Likeleli Alinah Thamae (LES) · 5-3 | Hanne Høegh Poulsen (DEN) · 1-2 | kiesett           |                   | 5.       |
| Monica del Real | Váltósúly   | Sarah Stevenson (GBR) · 4-8 | kiesett           | kiesett           |                                    |                                 |                   |                   | 9.       |

## Tenisz
Férfi
| Versenyző                          | Versenyszám | 32-es főtábla                                                                  | Nyolcaddöntő      | Negyeddöntő       | Elődöntő          | Bronz- mérkőzés   | Döntő             | Helyezés |
| Versenyző                          | Versenyszám | Ellenfél Eredmény                                                              | Ellenfél Eredmény | Ellenfél Eredmény | Ellenfél Eredmény | Ellenfél Eredmény | Ellenfél Eredmény | Helyezés |
| ---------------------------------- | ----------- | ------------------------------------------------------------------------------ | ----------------- | ----------------- | ----------------- | ----------------- | ----------------- | -------- |
| Enrique Abaroa Alejandro Hernández | Páros       | Dél-afrikai Köztársaság (RSA) · David Adams · John-Laffnie de Jager · 4–6, 6–7 | kiesett           | kiesett           | kiesett           | kiesett           | kiesett           | 17.      |

## Torna
Női
| Versenyző     | Versenyszám      | Selejtező | Selejtező | Döntő    | Döntő    |
| Versenyző     | Versenyszám      | Pontszám  | Helyezés  | Pontszám | Helyezés |
| ------------- | ---------------- | --------- | --------- | -------- | -------- |
| Denisse López | Ugrás            | 9,631     | 7.        | 8,843    | 7.       |
| Denisse López | Egyéni összetett | 9,631     | 91.       | kiesett  | kiesett  |

## Úszás
Férfi
| Versenyző      | Versenyszám    | Előfutam | Előfutam | Előfutam | Elődöntő | Elődöntő | Elődöntő | Döntő   | Döntő    |
| Versenyző      | Versenyszám    | Idő      | Hely.    | Össz.    | Idő      | Hely.    | Össz.    | Idő     | Helyezés |
| -------------- | -------------- | -------- | -------- | -------- | -------- | -------- | -------- | ------- | -------- |
| Javier Díaz    | 200 m gyors    | 1:53,20  | 3.       | 30.      | kiesett  | kiesett  | kiesett  | kiesett | kiesett  |
| Javier Díaz    | 200 m vegyes   | 2:07,28  | 3.       | 37.      | kiesett  | kiesett  | kiesett  | kiesett | kiesett  |
| Jorge Carral   | 400 m gyors    | 3:58,34  | 4.       | 28.      |          |          |          | kiesett | kiesett  |
| Jorge Carral   | 1500 m gyors   | 15:43,03 | 6.       | 31.      |          |          |          | kiesett | kiesett  |
| Alfredo Jacobo | 100 m mell     | 1:04,67  | 5.       | 43.      | kiesett  | kiesett  | kiesett  | kiesett | kiesett  |
| Josh Ilika     | 100 m pillangó | 55,07    | 7.       | 33.      | kiesett  | kiesett  | kiesett  | kiesett | kiesett  |
| Juan Veloz     | 200 m pillangó | 2:00,02  | 7.       | 20.      | kiesett  | kiesett  | kiesett  | kiesett | kiesett  |
| Juan Veloz     | 400 m vegyes   | 4:31,73  | 5.       | 38.      |          |          |          | kiesett | kiesett  |

Női
| Versenyző          | Versenyszám | Előfutam | Előfutam | Előfutam | Elődöntő | Elődöntő | Elődöntő | Döntő   | Döntő    |
| Versenyző          | Versenyszám | Idő      | Hely.    | Össz.    | Idő      | Hely.    | Össz.    | Idő     | Helyezés |
| ------------------ | ----------- | -------- | -------- | -------- | -------- | -------- | -------- | ------- | -------- |
| Patricia Villareal | 400 m gyors | 4:21,03  | 3.       | 33.      |          |          |          | kiesett | kiesett  |
| Patricia Villareal | 800 m gyors | 8:54,79  | 2.       | 21.      |          |          |          | kiesett | kiesett  |
| Adriana Marmolejo  | 200 m mell  | 2:36,93  | 5.       | 29.      | kiesett  | kiesett  | kiesett  | kiesett | kiesett  |

## Vitorlázás
Férfi
| Versenyző                           | Versenyszám     | Futam | Futam | Futam  | Futam | Futam | Futam | Futam  | Futam | Futam | Futam | Futam | Pontszám | Helyezés |
| Versenyző                           | Versenyszám     | 1     | 2     | 3      | 4     | 5     | 6     | 7      | 8     | 9     | 10    | 11    | Pontszám | Helyezés |
| ----------------------------------- | --------------- | ----- | ----- | ------ | ----- | ----- | ----- | ------ | ----- | ----- | ----- | ----- | -------- | -------- |
| David Mier                          | Szörfvitorlázás | 14    | 19    | 13     | (44)  | 22    | 20    | 7      | 18    | 23    | 8     | (24)  | 144,0    | 21.      |
| Manuel Villareal Santiago Hernández | 470-es osztály  | 21,0  | 21,0  | (23,0) | 8,0   | 22,0  | 22,0  | (30,0) | 23,0  | 9,0   | 22,0  | 11,0  | 159,0    | 23.      |

Női
| Versenyző   | Versenyszám | Futam | Futam | Futam | Futam | Futam | Futam | Futam | Futam | Futam | Futam | Futam | Pontszám | Helyezés |
| Versenyző   | Versenyszám | 1     | 2     | 3     | 4     | 5     | 6     | 7     | 8     | 9     | 10    | 11    | Pontszám | Helyezés |
| ----------- | ----------- | ----- | ----- | ----- | ----- | ----- | ----- | ----- | ----- | ----- | ----- | ----- | -------- | -------- |
| Tania Elías | Europe      | 19    | (23)  | 8     | 11    | 7     | 16    | 2     | 13    | (20)  | 18    | 14    | 108,0    | 17.      |